# Saccharodite spinosa
Saccharodite spinosa är en insektsart som beskrevs av Bernhard Zelazny 1981. Saccharodite spinosa ingår i släktet Saccharodite och familjen Derbidae. Inga underarter finns listade i Catalogue of Life.